# Brzeźnica Nowa (gromada)
Brzeźnica Nowa (w latach 1970. Nowa Brzeźnica; niepoprawnie Brzeźnica) – dawna gromada, czyli najmniejsza jednostka podziału terytorialnego Polskiej Rzeczypospolitej Ludowej w latach 1954–1972.
Gromady, z gromadzkimi radami narodowymi (GRN) jako organami władzy najniższego stopnia na wsi, funkcjonowały od reformy reorganizującej administrację wiejską przeprowadzonej jesienią 1954 do momentu ich zniesienia z dniem 1 stycznia 1973, tym samym wypierając organizację gminną w latach 1954–1972.
Gromadę Brzeźnica Nowa siedzibą GRN w Brzeźnicy Nowej (w obecnym brzmieniu: Nowa Brzeźnica) utworzono – jako jedną z 8759 gromad na obszarze Polski – w powiecie radomszczańskim w woj. łódzkim, na mocy uchwały nr 36/54 WRN w Łodzi z dnia 4 października 1954. W skład jednostki weszły obszary dotychczasowych gromad Brzeźnica Nowa osada, Brzeźnica Stara osada i Brzeźnica Stara wieś (z wyłączeniem osady młyńskiej Almierz) ze zniesionej gminy Brzeźnica oraz obszar dotychczasowej gromady Kruplin ze zniesionej gminy Zamoście w tymże powiecie. Dla gromady ustalono 24 członków gromadzkiej rady narodowej.
1 stycznia 1956 gromada weszła w skład nowo utworzonego powiatu pajęczańskiego w tymże województwie.
31 grudnia 1959 do gromady Brzeźnica Nowa przyłączono obszar zniesionej gromady Dubidze.
W latach 1970. jednostka występuje w spisach jako gromada Nowa Brzeźnica.
Gromada przetrwała do końca 1972 roku, czyli do kolejnej reformy gminnej. 1 stycznia 1973 – tym razem w powiecie pajęczańskim – reaktywowano gminę Nowa Brzeźnica (do 1954 obowiązywała nazwa gmina Brzeźnica).